# International Biographical Centre
Das International Biographical Centre (auch International Biographical Association) mit Sitz in Ely, Cambridgeshire, Großbritannien ist ein zur Melrose Press Ltd. gehörendes Unternehmen, das biografische Nachschlagewerke (Personenlexika) publiziert sowie mit Titeln und Fantasiezertifikaten handelt.

## Biografische Nachschlagewerke
Um an Informationen über relevante Personen zu gelangen, wird laut Unternehmen ein eigener Recherchedienst unterhalten. Die Einträge an sich beruhen jedoch auf durch die verzeichneten Personen selbst gelieferten und von diesen genehmigten Informationen. Die Einträge können nach Angaben des Unternehmens nicht erkauft werden, sondern werden nur aufgrund der persönlichen Leistungen und Verdienste vorgenommen. Personen, die für die Aufnahme zahlen, erhalten jedoch einen umfangreicheren Eintrag und ihnen werden eigens für sie angefertigte Auszeichnungen angeboten. Einladungen zur Eintragung werden an jeden versandt, der von irgendjemand anderem vorgeschlagen wird. Die so entstandenen Nachschlagewerke werden auf dem Buchmarkt angeboten. Kritiker bemängeln neben dubiosen Auswahlkriterien eine (wohl durch das Verfahren und die Unternehmensrepräsentanz bedingte) nicht repräsentative Herkunft der verzeichneten Personen und das Fehlen vieler wichtiger Personen, beispielsweise aus dem deutschsprachigen Raum.
Produkte des IBC sind unter anderem:
- Dictionary of International Biography
- Men of achievement
- 2000 Outstanding Intellectuals of the 21st Century
- 2000 Outstanding Intellectuals of the 20th Century
- Outstanding People of the 21st Century
- Outstanding People of the 20th Century
- 2000 Outstanding Europeans of the 21st Century
- Who’s Who in the 21st Century
- International Who's Who in Music

(teilweise in mehreren Ausgaben erschienen)

## Titelhandel
Das IBC bietet insbesondere auch „Auszeichnungen“ für jedermann an, unabhängig von der jeweiligen persönlichen Leistung, gegen eine Gebühr zwischen 100 und 1000 US-Dollar pro Stück.
Eine Auswahl aus dem Angebot an „Titeln“, „Diplomen“ bzw. „Zertifikaten“:
- Archimedes Award, Associate of the International Biographical Centre, Certificate of Appointment - Honorary Governor and Member of the Board of Governors, Certificate of Diploma of Annual Fellowship, Certificate of Inclusion as Honorary Member of the International Biographical Centre Advisory Council, Certificate of Proclamation - Outstanding Speaker Award of the 20th Century, Companion of Honour - Defensor Elegentiae, Da Vinci Diamond, Da Vinci's Vitruvian Man Diploma, Decree of Membership of the Order of International Fellowship, Decree of Merit, Deputy Director-General of the International Biographical Centre, Diploma of Authority - Deputy Director-General (America Division), Diploma of Life Fellowship, Distinguished Leader's Plaque of Honour, First Five Hundred, Gold Star Award Certificate of Achievement, Member of the Board of Governors of the International Biographical Association, Greatest Living Legend, Hall of Fame, Honourable Director-General for the Americas, International Ambassador of Goodwill, International Educator of the Year, International Man of the Millennium, International Man of the Year, International Medal of Honour, International Musician of the Year, International Order of Merit Illuminated Testimonial, International Order of Merit, International Order of Distinction, International Personality of the Year, International Professional of the Year, International Register of Profiles, International Scientist of the Year Testimonial, Kings College Diploma, Leader of Achievement, Leading Health Professional of the World, Leading Philosopher of the World, Life Fellow of the International Biographical Centre, Life Patron of the International Biographical Centre, Lifetime Achievement Award, Lifetime of Achievement One Hundred, Lifetime of Scientific Achievement, Living Legend, Man of the Year, Meritorious Decoration, One-in-a-Million Medal, One Thousand Great Americans, One Thousand Great Intellectuals Medal and/or Plaque, Order of International Fellowship, Outstanding Scientist of the 20th Century, Outstanding Intellectual of the 21st Century Award, Outstanding Intellectual of the 21st Century Diploma, Outstanding Intellectual of the 21st Century Medal, Outstanding Speaker Award, Pi Diploma, Plaque of Warrant of Proclamation as International Man of the Year, Scientist of the Year, Vice-Consul of the International Biographical Centre, Life Member of the World Peace and Diplomacy Forum, World Wide Honours List, 20th Century Award for Achievement, 21st Century Award for Achievement (Bronze Medal of Honour), 21st Century Award for Achievement (Silver Medal of Honour), 21st Century Award for Achievement (Illuminated Diploma of Honour).

Das IBC selbst veröffentlicht keine vollständige Liste der Empfänger dieser „Auszeichnungen“, nur eine kleine Auswahl als „Ruhmeshalle“ (Hall of Fame). Durch Eingabe der genannten Bezeichnungen in Internet-Suchmaschinen können jedoch weitere Empfänger gefunden werden. Träger eines IBC-„Titels“ (neben anderen unbestritten echten Titeln und Auszeichnungen!) aus dem deutschsprachigen Raum sind z. B.: Hans-Peter Dürr, Eberhard Curio, Werner Horvath, Hermann Haken, Theo Fischer, Jan Saudek, Karen Gloy, Robert Weimar, Walter Weller, Norbert Thom, Hans Lenk, Dietrich Grönemeyer, Prof. Dr. Alfred Barth (Univ. Halle), Raúl Fornet-Betancourt, Erhard Kremer (Univ. Hamburg), international: Nell I. Mondy, Tõnis Kint und Rudolf Klimek.